# AttosecondO
AttosecondO è un album degli Alphataurus pubblicato nell'ottobre del 2012. Dalla reunion della storica band di rock progressivo italiano che ha come superstiti della formazione originale il chitarrista Guido Wassermann ed il tastierista, nonché principale compositore Pietro Pellegrini, nasce AttosecondO, che come il primo album omonimo contiene anch'esso cinque lunghi brani di un intenso hard-prog.

## Il disco
Disco rappresentativo del progressive rock mediterraneo, contiene 5 soli brani, 3 dei quali hanno una durata insolitamente lunga (come nella maggioranza degli album progressive). Tutti i brani del disco sono cantati, eccetto il terzo, che è strumentale, oltre ad essere il più breve in lunghezza.

## La copertina
Il tema di copertina, come fu per il Live in Bloom, è firmato sempre da Adriano Marangoni, lo stesso artista che quasi quarant'anni prima dipinse la meravigliosa cover del debutto. AttosecondO è certamente da annoverare tra le uscite più importanti di un genere, il prog italiano, che in questo terzo millennio sembra vivere una seconda rigogliosa giovinezza.

## Tracce
Testi di Claudio Falcone.
1. Progressiva-Mente – 8:29 (musica: Guido Wassermann, Fabio Rigamonti, Pietro Pellegrini)
2. Gocce – 9:27 (musica: Guido Wassermann, Fabio Rigamonti, Pietro Pellegrini)
3. Ripensando e... – 6:32 (musica: Pietro Pellegrini, Guido Wassermann, Gianpaolo Santandrea, Fabio Rigamonti)
4. Claudette – 13:40 (musica: Pietro Pellegrini, Guido Wassermann, Fabio Rigamonti)
5. Valigie di terra – 10:37 (musica: Pietro Pellegrini, Guido Wassermann, Gianpaolo Santandrea, Fabio Rigamonti)

Durata totale: 48:45

## Formazione
- Fabio Rigamonti - basso, voce
- Claudio Falcone - voce, accompagnamento vocale
- Andrea Guizzetti - pianoforte, sintetizzatore, voce
- Pietro Pellegrini - organo Hammond, sintetizzatore
- Alessandro ''Pacho'' Rossi - batteria, percussioni
- Guido Wassermann - chitarre, voce, tastiere aggiuntive (traccia 4)